# Singly na prvním místě v roce 2004 (USA)
Jedničky hitparády Hot 100 za rok 2004 podle časopisu Billboard.
| Datum         | Píseň                   | Interpret                                  |
| 3. ledna      | "Hey Ya!"               | OutKast                                    |
| 10. ledna     | "Hey Ya!"               | OutKast                                    |
| 17. ledna     | "Hey Ya!"               | OutKast                                    |
| 24. ledna     | "Hey Ya!"               | OutKast                                    |
| 31. ledna     | "Hey Ya!"               | OutKast                                    |
| 7. února      | "Hey Ya!"               | OutKast                                    |
| 14. února     | "The Way You Move"      | OutKast featuring Sleepy Brown             |
| 21. února     | "Slow Jamz"             | Twista featuring Kanye West and Jamie Foxx |
| 28. února     | "Yeah!"                 | Usher featuring Lil Jon and Ludacris       |
| 6. března     | "Yeah!"                 | Usher featuring Lil Jon and Ludacris       |
| 13. března    | "Yeah!"                 | Usher featuring Lil Jon and Ludacris       |
| 20. března    | "Yeah!"                 | Usher featuring Lil Jon and Ludacris       |
| 27. března    | "Yeah!"                 | Usher featuring Lil Jon and Ludacris       |
| 3. dubna      | "Yeah!"                 | Usher featuring Lil Jon and Ludacris       |
| 10. dubna     | "Yeah!"                 | Usher featuring Lil Jon and Ludacris       |
| 17. dubna     | "Yeah!"                 | Usher featuring Lil Jon and Ludacris       |
| 24. dubna     | "Yeah!"                 | Usher featuring Lil Jon and Ludacris       |
| 1. května     | "Yeah!"                 | Usher featuring Lil Jon and Ludacris       |
| 8. května     | "Yeah!"                 | Usher featuring Lil Jon and Ludacris       |
| 15. května    | "Yeah!"                 | Usher featuring Lil Jon and Ludacris       |
| 22. května    | "Burn"                  | Usher                                      |
| 29. května    | "Burn"                  | Usher                                      |
| 5. června     | "Burn"                  | Usher                                      |
| 12. června    | "Burn"                  | Usher                                      |
| 19. června    | "Burn"                  | Usher                                      |
| 26. června    | "Burn"                  | Usher                                      |
| 3. července   | "Burn"                  | Usher                                      |
| 10. července  | "I Believe"             | Fantasia                                   |
| 17. července  | "Burn"                  | Usher                                      |
| 24. července  | "Confessions Part II"   | Usher                                      |
| 31. července  | "Confessions Part II"   | Usher                                      |
| 7. srpna      | "Slow Motion"           | Juvenile featuring Soulja Slim             |
| 14. srpna     | "Slow Motion"           | Juvenile featuring Soulja Slim             |
| 21. srpna     | "Lean Back"             | The Terror Squad                           |
| 28. srpna     | "Lean Back"             | The Terror Squad                           |
| 4. září       | "Lean Back"             | The Terror Squad                           |
| 11. září      | "Goodies"               | Ciara featuring Petey Pablo                |
| 18. září      | "Goodies"               | Ciara featuring Petey Pablo                |
| 25. září      | "Goodies"               | Ciara featuring Petey Pablo                |
| 2. října      | "Goodies"               | Ciara featuring Petey Pablo                |
| 9. října      | "Goodies"               | Ciara featuring Petey Pablo                |
| 16. října     | "Goodies"               | Ciara featuring Petey Pablo                |
| 23. října     | "Goodies"               | Ciara featuring Petey Pablo                |
| 30. října     | "My Boo"                | Usher a Alicia Keys                        |
| 6. listopadu  | "My Boo"                | Usher a Alicia Keys                        |
| 13. listopadu | "My Boo"                | Usher a Alicia Keys                        |
| 20. listopadu | "My Boo"                | Usher a Alicia Keys                        |
| 27. listopadu | "My Boo"                | Usher a Alicia Keys                        |
| 4. prosince   | "My Boo"                | Usher a Alicia Keys                        |
| 11. prosince  | "Drop It Like It's Hot" | Snoop Dogg featuring Pharrell              |
| 18. prosince  | "Drop It Like It's Hot" | Snoop Dogg featuring Pharrell              |
| 25. prosince  | "Drop It Like It's Hot" | Snoop Dogg featuring Pharrell              |